# Onycha (Alabama)
Onycha est une ville du comté de Covington située dans l'État d'Alabama, aux États-Unis,.
L'origine du nom proviendrait du nom d'un ingrédient, cité dans la Bible, pour préparer un encens.
Gus M. Terrell, un citoyen important de la région, aurait distribué une pétition qui convainc la compagnie de chemin de fer Louisville and Nashville Railroad de créer un arrêt à la demande à Onycha. La ville est située le long de la ligne ferroviaire entre Opp, au Nord, et Florala, au Sud, ce qui en fait un carrefour de transport important pour les agriculteurs de la région. Lorsque le transport automobile s'est développé, le transport ferroviaire a alors décliné.
La ville est incorporée en août 1971.

## Démographie
| 1970 | 1980 | 1990 | 2000 | 2010 | - |
| ---- | ---- | ---- | ---- | ---- | - |
| 118  | 147  | 150  | 208  | 184  | - |

## Source de la traduction
- (en) Cet article est partiellement ou en totalité issu de l’article de Wikipédia en anglais intitulé « Onycha, Alabama » (voir la liste des auteurs).